# 満開! Sister
満開!Sister（まんかい!シスター）は、東屋めめによる日本の4コマ漫画。

## 概要
主人公は父親が突然再婚したことでいきなり義母・義姉・義妹ができてしまう。突如として古谷家に住み始めた彼女たちは過度のスキンシップ過多で、それまで男所帯で女性に免疫の無かった主人公は困惑しながらも新しい家族関係を築こうとする。『まんがタイムオリジナル』で2010年4月号から2015年2月号まで、『まんがタイム』で2012年3月号・10月号・2013年11月号でそれぞれ連載・書き下ろし掲載された。

## あらすじ
幼い頃に母親を亡くした古谷武士は父・剛に男手一つで育ててもらい、寡黙で厳格な父親を尊敬し、古き良き日本男児を目指していた。ある日、朝起きると見知らぬ女性と少女が自分の布団で一緒に寝ており、びっくりして飛び起きる。女性に事情を訊くと、自分の母が剛と再婚したため、今日から古谷家に住むことになったという。

## 登場人物
※ 苗字の「古谷」はルビが振られていないため、「ふるや」「ふるたに」「こたに」などの読みが考えられるが、詳しい読みは不明。
※ 主要な女性キャラは全て花の名前が由来となっている。
古谷 武士
本作の主人公。17歳の高校2年生で、男女共学の高校に通う。古き良き日本男児に憧れ、名前の通り武士道を重んじており、学校では剣道部に所属している。趣味は和物コレクションで、クリスマスなどの洋風文化においても和風にアレンジすることを好む。鎧兜の類いが好きで、大学に合格した暁には鎧兜で入学式に出席することを考えるなど、常軌を逸するほど強く武士道に傾倒しており、所謂「中二病」の類いである。幼い頃に母親を亡くし、父親の剛に男手一つで育ててもらったため、剛には強い尊敬の念を抱いている。その剛が突如として再婚したため、いきなり義母（椿）・義姉（カンナ）・義妹（さくら）が出来る。3人はスキンシップ過多で、特に義姉のカンナは性的な誘惑にも似たスキンシップを求めてくるため、日々困惑した生活を送ることに。クラスメイトのサツキのことが気になっている。武士道マニアの割には意外と歴史の成績が悪く、侍が登場する箇所では試験で満点を取れるが、侍が登場しない箇所ではやる気が起きないため、赤点と両極端である。また、「時代劇には出てこない」という理由から、英語には興味が無く、壊滅的な成績であるが、さくらからサンタクロース宛の手紙を英訳してほしいと依頼された時にはスラスラと英訳していることから、最低限の英語力はある模様。侍は防具を着けて斬り合うことはないという考えから、防具を着けることには否定的で、そのことで顧問や主将たちからは問題部員として扱われていて試合には出して貰えず、部への出入りを禁止されることも少なくない。進路は大学進学を志望しており、侍サークルと剣道部があれば大学や学部・学科は拘らない。本来ならカンナから離れたいため、カンナの在籍する大学以外を探していたが、希望するサークルの有無など、自分の希望する条件が全て揃っていることから最終的にカンナと同じ大学を志望校にすることになる。カンナに勉強を教えてもらったことで成績が飛躍的に上昇し、大学受験では現役合格を果たす。長らく男所帯だったことで女性に対する免疫が無い為、女性に対しては過剰に意識してしまい、湯でバスタオルが肌に密着した姿など、色っぽい姿を見ると卒倒する他、大人の女性と手を繋ぐことさえ躊躇うほど。
古谷 カンナ
本作の準主人公。名前の由来は「カンナ」。大学に通う19歳の現役女子大生。学年については作中で語られていないが、第3巻83ページの2コマ目で武士が2013年の30日までしかない月のカレンダーを見ながら「もうすぐカンナの誕生日か」と独り言を言い、3コマ目で「夏休みに結構使っちまったな・・・」と語っていることと、この時期に未だ半袖を着ていることなどから、生年月は1993年9月であると推測され、この年の誕生日に20歳になっていることと、大学に現役合格していることが判明しているため、2年生であると推測される。母の椿が剛と再婚したため、古谷家に転居してくる。旧姓は不明。美人でスタイルも良く、性格も明るく、料理も得意で頭も良い。武士に対しては過度のスキンシップ過多で、一緒に寝ようとしたり、一緒に風呂に入ろうとしたり、ハグしたり、くっつくなどして「羞恥心が無い」「はしたない」などと怒られているが、彼女なりの精一杯の愛情表現である。時に性的な誘惑にも似た雰囲気で武士を困惑させることもある。実父についての記憶はあるが、詳しく語られたことは無い。体育会系の性格で明るく世話好き。大学でも様々なサークルに加入しており、作中で判明しているのはチアリーディング・バレーボール・空手・レスリング・テニス・卓球・登山・フィッシング・社交ダンス。チアリーディング部の活動をメインにしている模様。美人でスタイルが良い上に明るく社交的なため、武士の高校の剣道部員からは人気があるが一度騒いで武士共々追い出されたことがある。11歳当時のカンナは腕白少年のようだった。上述の通り、特に武士に対するスキンシップ欲が強く、弟として扱いながらも、一人の男性として好意を寄せている節があり、さくらのクラスメイトにも「姉妹で（武士をめぐる）恋のライバルなんだよ」とハッキリ告げており、武士とデートすることをしょっちゅう希望しているため、彼氏はいない。武士を大学受験で現役合格へ導いた後、武士が漸く自分と打ち解けたことを確認し、イギリスに留学していった。武士はカンナが長期留学するものと思い、この時に初めてカンナが居なくなることに寂しさを覚えたが、実はカンナのイギリス留学は2週間の短期ホームステイであり、武士の大学入学前には帰国した。その後、さくらの発言を機に、これから武士の嫁をめぐって姉妹でライバルになると宣言する。さくらとの姉妹仲は良い。
古谷 さくら
カンナの実妹で小学校に通う10歳の少女。詳しい誕生日は不明だが、4月であることが判っている。名前の由来は桜で、誕生月に因んでいる。カンナ同様に武士に対してスキンシップ過多であるが、どちらかというと自分のために武士を有効に利用しようという側面が強く、したたかで小悪魔な性格である。
古谷 剛

古谷 椿
剛の後妻であり、武士の義母。カンナ・さくらの実母。名前の由来は「椿」。そのため、誕生日のエピソードは無いが、冬期から春先にかけての生まれであると推測される。再婚前は保険会社に勤務しており、その時に担当した顧客が剛だったことが再婚の切っ掛けとなった。前夫についてのエピソードは無いが、さくらが生まれて直ぐに死別しているようである。料理は出来るが、得意というわけではないらしく、娘のカンナに料理を教わることもある。旧姓・前姓は不明。
武士の叔母

サツキ
武士のクラスメイトで、武士が気を寄せる少女。名前の由来は「サツキ」。そのため、誕生日のエピソードは無いが、5月生まれであると推測される。学校では弓道部に入部している。武士との仲は良好だが、彼女が武士に好意を寄せている様子は無い。見た目は落ち着いた大和撫子風の美少女だが、昼食がカップ麺だったり、弁当を新聞紙で包んできたり、ゴミ袋を雨具として利用しようとしたり、焼きたての焼芋を素手で掴んだり、小テストを「今さら慌ててもね」と諦めていたり、5分で作れるズボラ飯レシピを買ったり、いざとなったら弓道で得た経験を活かして狩りで生活することを考えていたりと、実際はかなり大雑把な性格をしている。どのくらいのレベルの成績かは不明であるが、少なくとも武士よりは上位である模様。志望先の大学は武士と同じくカンナの通う大学であり、武士と共にカンナの受験指導を受けるが、彼女が合格したかどうかについては語られていない。
サツキの友人
武士のクラスメイトで、サツキの友人。いつもサツキと一緒に居る。サツキと同じく弓道部員。武士の握り飯のみの弁当を「古谷の弁当侘しいんですけど」とバカにしたり、椿が作った「LOVE」と書かれた弁当にドン引きするなどの一面もあるが、武士とは特に仲が悪いわけでは無い様子。主にサツキのツッコミ役である。
武士の担任
武士のクラスの担任を務める男性教師。侍サークルと剣道部のある大学を志望校として願い出た武士がスポーツ推薦を狙っているものと思っていたが、実際には万年補欠で部活にも来るなと言われている問題部員であると知って怒った。その後、進路の三者面談に椿がカンナを伴って学校を訪れたことで四者面談となった際、武士がカンナと同じ学校を志望していると勘違いし、そのまま武士の意見を聴かずにカンナの通う大学を武士の志望校として処理する。
剣道部の顧問
武士が通う高校の剣道部顧問。防具を着けない上に二刀流に拘る武士に「ふざけているのか!」と怒鳴りつけている。顧問によると、武士は初段も取れていない。
剣道部の主将
武士が通う高校の剣道部主将。武士の熱意は認めるも、防具を着けないなどの問題行動を繰り返す武士を怒鳴りつけ、たびたび部への出入禁止処分を言い渡す。
芳子

美奈

燃料店の主人
暖房の燃料を買いに来た武士が練炭を大量に要求したことから、武士が練炭自殺を考えていると勘違いし、思い留まらせようとしてあれこれと話を聴き、武士の身に起きた近況を知るなり「そうか、つらかったな」と同情するも、帰りが遅いと迎えに来たカンナを見て、武士が単に暖房として利用するための燃料として買いに来ただけだとを知る。
さくらの友人

竹中
さくらのクラスの担任教師を務める男性。無精髭を生やした中年太りの男性らしく、さくらは武士のことを竹中よりは格好良いといった表現で友人たちに紹介したらしい。
高村
武士のクラスメイト。幾人かいる男友達の中で唯一、苗字が判明している。武士のような和物趣味は無いがくノ一の衣装には興味がある模様。武士をシスコンだと思い込んでいる。姉が居ないため、姉が居る武士たちを羨ましがっており、カンナにハグしてもらうために古谷家への養子を武士に頼み込んだほど。
武士の悪友
武士のクラスメイト。高村と共に武士と3人で一緒にいることが多い。姉がおり、姉をウザがっている点では武士と同意見であり、その点においては姉が居ない高村と口論になるが、「他人の姉は別」として武士が組もうとした同盟を破棄し、高村と共にカンナを見に古谷家を訪ねる。高村と同様に武士がシスコンだと思い込んでいる。
女性店員
女性物のアパレル店員。カンナのことを武士の彼女だと勘違いした。
まーくん
武士のクラスメイト。母親が子離れできておらず、修学旅行先に一緒に着いてきてしまったため、迷惑がっている。
まーくんの母親
非常に過保護で子離れできておらず、息子の修学旅行に同行し、息子から迷惑がられている。
武士の後輩